# Araneus tenancingo
Araneus tenancingo är en spindelart som beskrevs av Levi 1991. Araneus tenancingo ingår i släktet Araneus och familjen hjulspindlar. Inga underarter finns listade i Catalogue of Life.